# Schlacht bei Neresheim
1792

Porrentruy – Marquain – Quiévrain – Verdun – Thionville – Valmy – Lille – Mainz (1792) – Jemappes
1793

Aldenhoven I – Namur – Neerwinden – Mainz (1793) – Famars – Valenciennes (1793) – Arlon (1793) – Hondschoote – Meribel – Avesnes-le-Sec – Pirmasens – Toulon – Fontenay-le-Comte – Cholet – Lucon – Trouillas – Dünkirchen – Le Quesnoy – Menin I – Wattignies – Weißenburg I – Biesingen – Kaiserslautern I – Weißenburg II
1794

Boulou – Landrecis – Menin II – Mouscron – Martinique – Guadeloupe – Tourcoing – Tournai – Kaiserslautern II – San-Lorenzo de la Muga – 13. Prairial – Fleurus – Kaiserslautern III – Vosges – Aldenhoven II
1795

Cornwallis’ Rückzug – Genua – Groix – Hyeres – Handschuhsheim – Mainz (1795) – Mannheim – Loano
1796

Montenotte – Millesimo – Dego – Mondovì – Lodi – Borghetto – Castiglione – Mantua – Siegburg – Altenkirchen – Wetzlar – Kircheib – Kehl – Kalteiche – Friedberg  – Malsch – Neresheim – Sulzbach – Deining – Amberg – Würzburg – Neufundland – Rovereto – Bassano – Limburg – Biberach I – Emmendingen – Schliengen – Caldiero – Arcole – Irland
1797

Fall von Kehl – Rivoli (1797) – St. Vincent – Diersheim – Santa Cruz – Neuwied – Camperduin
Die Schlacht bei Neresheim am 11. August 1796 war eine Auseinandersetzung zwischen der österreichischen Armee unter Erzherzog Karl und der ihn verfolgenden französischen Rhein-Mosel-Armee unter General Jean-Victor Moreau. Während der österreichische linke Flügel in der Schlacht einen Erfolg erzielte, stand der andere Abschnitt in einer Pattsituation, die den Erzherzog zum Abbruch des Kampfes und zum Abzug auf das südliche Donau-Ufer veranlasste.

## Hintergrund

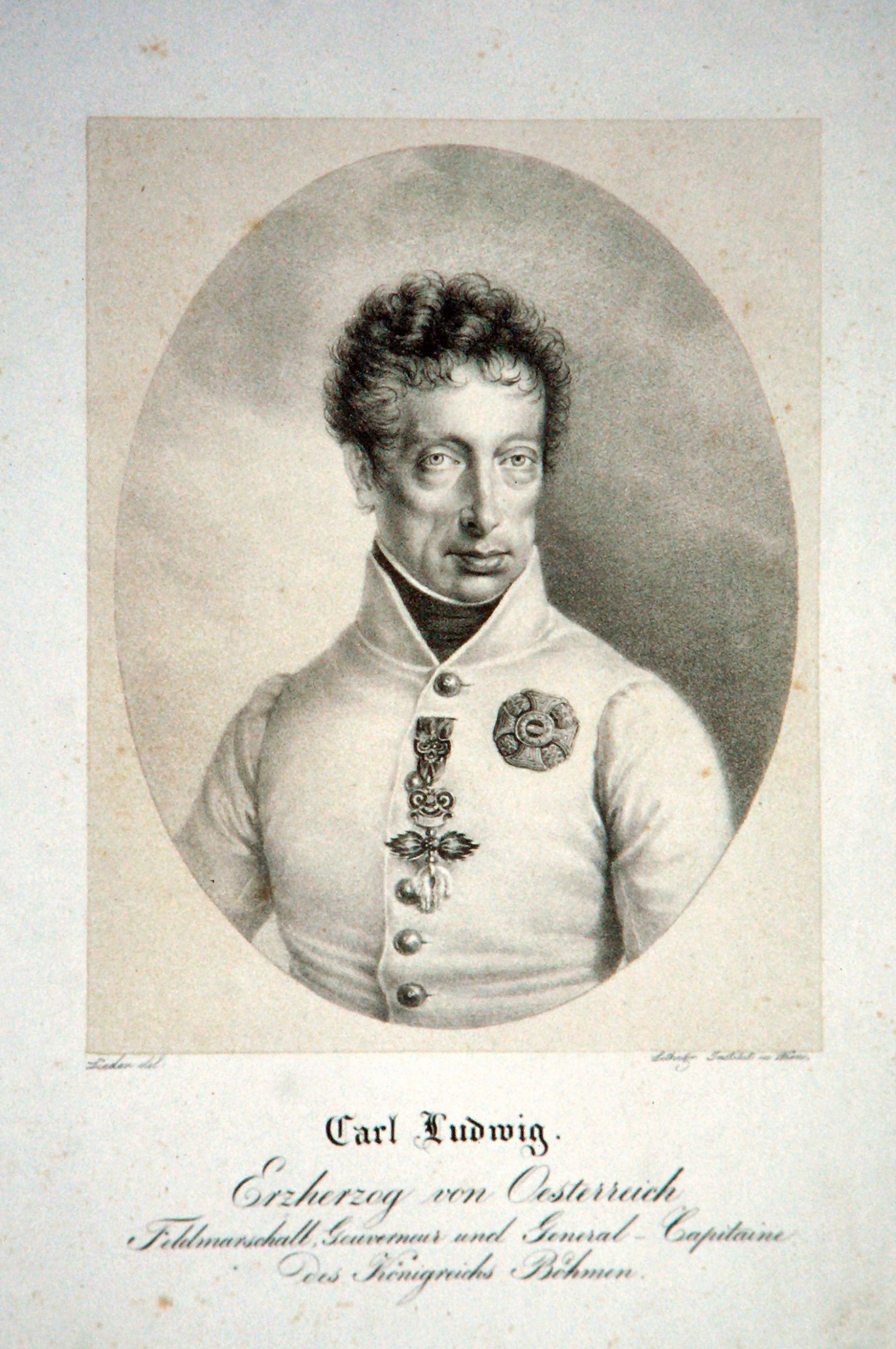
Erzherzog Karl

Erzherzog Karl räumte Anfang Juni das linke Rheinufer vor den Franzosen und zog alle Garnisonen aus Mannheim, Philippsburg, Mainz und der Festung Ehrenbreitstein zurück. Die Österreicher und Reichstruppen zogen sich bis Anfang Juli in den Raum Pforzheim zurück. Die Franzosen unter Moreau planten nach der Schlacht bei Malsch am 15. Juli selbst anzugreifen, doch der Erzherzog befand sich zu diesem Zeitpunkt bereits im Rückzug nach Schwäbisch Gmünd.
Am 4. August ließ Moreau ein Korps unter General St. Cyr gegen Heidenheim vorrücken. Er warf am folgenden Tag die österreichischen Vorposten über die Brenz zurück und besetzte Stellungen bei Giengen, Hermaringen, Staufen, Altenberg bis Elchingen. Eine österreichische Division unter Feldmarschallleutnant (FML) Riese ging zwischen Gundelfingen über Lauingen und Dillingen über die Donau zurück, Vorposten blieben an der Egau stehen. Auch gegen Bopfingen rückten die Franzosen vor, ihre Kavallerie war auf dem Abhang des Berges gegen Kirchheim aufmarschiert und war durch General Fürst Liechtenstein wieder aus Kirchheim herausgedrängt und bis Michelfeld und Aufhausen zurückgedrängt worden. Die nachkommende Division Duhesme ging wenige Tage darauf über Ballendorf gegen Gundelfingen und die Division Taponier gegen Neresheim vor, die Österreicher wurden bei Ohmenheim und Dischingen bis auf Forheim zurückgeschlagen. Am 6. und 7. August wurde Feldzeugmeister (FZM) Wartensleben von den Franzosen an der Wiesent-Stellung angegriffen und zog sich zur Deckung Böhmens nach Amberg zurück.
Am 8. August lagen die österreichischen Stellungen auf den Höhen von Mädingen. Truppen unter Fürst Liechtenstein besetzten Nördlingen, seine Vorposten schlossen über die Eger längs des Röhrbaches an Hotzes Truppen an, welche bei Forheim aufgestellt waren. Die Division unter FML Riese stand bei Dillingen, Truppen unter FML Fröhlich sicherten zur Donau bei Günzburg. Vor der ganzen ausgedehnten Stellung der österreichischen Armee waren Posten von Bopfingen über Nattheim und Giengen bis an die Donau aufgestellt und erwarteten den Gegner.

## Aufmarsch und Einleitungskämpfe am 10. August
Erzherzog Karls Strategie zielte seit Anfang der Operationen darauf, Moreau daran zu hindern, sich mit der Armee unter Jourdan zu vereinigen. Anfang August war der Erzherzog nahe Nördlingen bei Neresheim angekommen, als Avantgarde des rechten Flügels fungierte das Korps des Fürsten Johann Liechtenstein, das bei Trochtelfingen konzentriert war und Bopfingen und Michelfeld mit Vorposten besetzt hatte. Die Division des FML Hotze war zwischen Gundelfingen und Dischingen aufmarschiert, die Division des FML Riese konzentrierte sich bei Gundelfingen. Der Augenblick war für einen Angriff günstig, denn Moreaus Armee war nicht konzentriert, sondern auf einer Linie von 30 Kilometern ausgedehnt. Der östlicher operierende Feldzeugmeister von Wartensleben meldete dem Erzherzog, dass er beabsichtigte, sein Reservekorps gegen Amberg zurückzuziehen.
Das Korps unter General Saint-Cyr hatte am Nachmittag des 10. August mit seiner Division Taponier den Gegner weiter bis Amerdingen und Aufhausen zurückgedrängt und das Dorf Eglingen genommen. Die Division Lecourbe sicherte mit einer Halbbrigade die Brücke über die Egau bei Dischingen. Gleichzeitig drangen die Franzosen in den Wald zwischen Schweindorf und Forheim ein. Erst ein Gewitter und die Nacht beendeten den Kampf. General Duhesme stand mit seiner Division weiter im Süden bei Mädlingen und erhielt den Befehl, seine Truppen näher an die Mitte heranzuführen.
Moreau hatte seine Armee während des österreichischen Angriffes so aufgestellt, dass sich sein rechter Flügel an Dischingen lehnte und sein Zentrum bei Dunstelkingen stand. Der linke Flügel folgte hinter Schweindorf, wo die Straße von Neresheim nach Nördlingen führte. Hinter dem linken Flügel gegen Ohmenheim und Neresheim marschierte die Reservekavallerie auf; die Division unter General Delmas blieb hinter Bopfingen, die Division Duhesme bei Obermedlingen vor Gundelfingen.
Ein Gebirgsrücken trennt die fallenden Gewässer, die sich vom Neckar in die Donau ergossen, er teilt die Täler von der Brenz zwischen Königsbronn und Oberkochen. Der Höhenrücken der sich gegen die Wörnitz lehnt, ist auf der einen Seite durch die Donau, auf der anderen durch offenes Land bis Mädingen begrenzt. Durch Waldungen zog sich die einzige, für Fuhrwerke befahrbare Straße von Heidenheim nach Neresheim. An der Gebirgsstrecke bis an die Wörnitz gab es keine andere Hauptstraße, auf diesem Wege stand der Erzherzog, der rechte Flügel an Nördlingen gelehnt, der linke bis Gundelfingen reichend. Sein Gros konzentrierte sich erst bei Neresheim, dann östlicher bei Nördlingen, das Gebirge bis an die Donau nur mit einer detachierten Abteilung sichernd. Für den Rückzug hielten sich die Österreicher den Weg zur Donau nach Donauwörth und Neuburg offen.

## Schlacht am 11. August

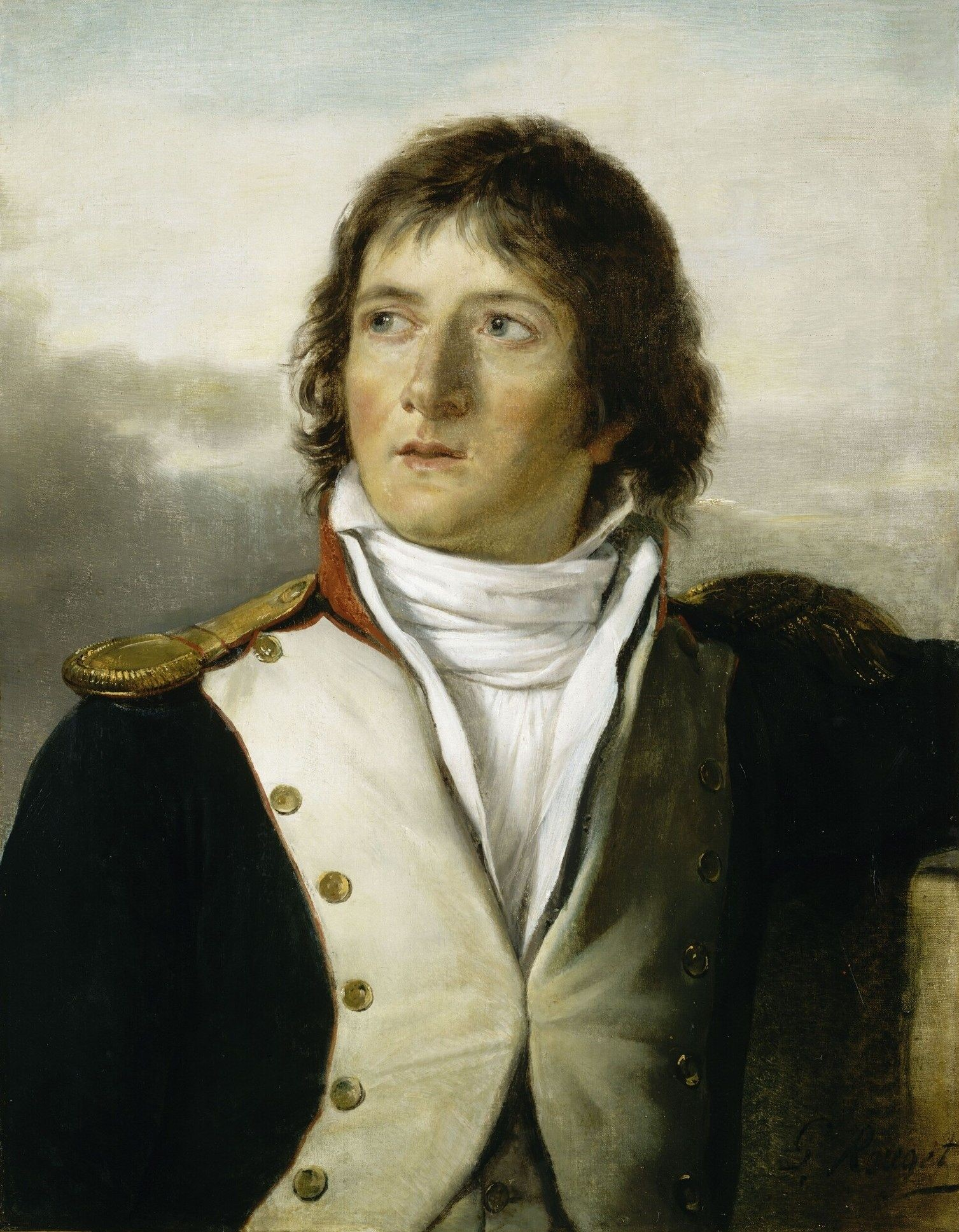
General Laurent Gouvion Saint-Cyr

Am 11. August schritt Erzherzog Karl zum Angriff, nachdem das österreichische Zentrum noch am Abend des Vortages durch einen Teil der Truppen aus dem Lager von Mädingen verstärkt worden war. Die österreichischen Truppen zählten etwa 43.000 Mann, während die Franzosen über etwa 44.700 Mann verfügten. Erzherzog Karl wollte an der Spitze von 19,5 Bataillonen und 24 Eskadronen zwischen Forheim und Amerdingen den Hauptangriff gegen die Mitte der französischen Armee bei Neresheim ansetzen. 
Er stellte seine Hauptmacht gegen die Front der französischen Divisionen Taponier und Duhesme vom Korps Saint-Cyr, das zur Abwehr 22.160 Soldaten einsetzen konnte:
- Brigade Vandamme (5.270 Mann)
- Brigade Antoine Laroche (5.120 Mann)
- Brigade Claude-Jacques Lecourbe (5.870 Mann)
- Brigade Henri François Lambert (5.900 Mann)

Links außen standen Truppen unter FML Fröhlich und Guylai, die bei Günzburg an der Donau sicherten und Befehl hatten, mit 6 Bataillone und 15 Eskadronen am rechten Ufer der Brenz nordwärts vorzurücken. Die Kolonne des FML Riese formierte sich mit 5.000 Mann und 1.500 Reitern bei Dillingen und Aufhausen und suchte in getrennten Abteilungen den Vormarsch nach Eglingen und über Weilerhof nach Dunstelkingen zu erzwingen. Sobald der Flügel der Franzosen unter Taponier nachgab, hatte die Abteilung unter FML Mercandin bei Dischingen anzugreifen. FZM Baillet de Latour rückte mit 5.500 Mann in zwei kleinen Kolonnen von Amerdingen auf Dischingen vor, um sich mit Truppen Mercandins zu vereinen. FML von Fürstenberg hatte im Zentrum die Führung, Erzherzog Karl begleitete die mittlere Kolonne nach Dunstelkingen. Die Hauptlast des österreichischen Angriffs musste die französische Division Duhesme (7.000 Mann und 2.400 Reiter) ertragen. Am rechten Flügel formierte sich die Division des FML Hotze (7.500 Mann und 1800 Reiter) bei Forheim um auf Schweindorf und Kösingen vorzugehen. Fürst von Liechtenstein benutzte die Straße von Nördlingen nach Neresheim und führte am rechten Flügel 4500 Mann und 4200 Reiter, diese rückten gegen Bopfingen vor. FML Sztáray befehligte dahinter die Reserve.
Bereits in der Morgendämmerung führte Reiterei am linken österreichischen Flügel einen Flankenangriff gegen die Brigade Lambert durch, ein französischer Gegenstoß leichter Kavallerie unter Nansouty wurde zurückgewiesen. Die Franzosen wurden aus dem Wald von Aufhausen und aus Eglingen verdrängt, Reistingen und Trugenhofen wurden von Latours Truppen genommen. General St. Cyr versuchte vergeblich, die Brigaden der Generale Lecourbe und Laroche in den Stellungen auf den Höhen von Dunstelkingen und bei Dischingen zu verstärken. Die Österreicher unter FML Riese eroberten zwei Kanonen und besetzten beinahe kampflos Oggenhausen und Heidenheim. Die weichenden Truppen unter Duhesme gingen über Giengen durch das Tal der Brenz entlang auf Böhmenkirchen zurück, die französische Bagage, Kassen- und Munitionswagen entkamen rechtzeitig nach Aalen.
Erzherzog Karl, der das Vorrücken General Hotzes abwarten wollte, eröffnete bis zu dessen Durchdringen in der Mitte nur Geschützfeuer auf Dunstelkingen. Das Vorrücken der Kolonne unter FML Hotze über Kösingen stieß auf große Schwierigkeiten, Kösingen fiel zwar nach hartem Kampf, nicht aber Bopfingen, wo die französische Division des Generals Desaix im Gegenstoß den Wald zwischen Kösingen, Forheim und dem Weilerhof zurückeroberte. Auf der rechten Flanke von Hotze warf die französische Brigade Gazan die Österreicher bis nach Schweindorf zurück. Die Vorteile am linken Flügel bei Giengen und Heidenheim reichten dem Erzherzog nicht aus, um einen neuen Angriff anzusetzen. Auch drang FML Riese nicht in den Rücken des vor Dischingen haltenden Gegners in Richtung auf Burghagel oder Zöschingen vor. Der Erzherzog gab nach der Pattsituation den allgemeinen Rückzugsbefehl. Der rechte Flügel ging nach Mädingen zurück, der linke nach Dillingen, das Zentrum (16 Bataillone und 19 Eskadronen) blieb zunächst unter Hotze auf dem Schlachtfeld um den Rückzug aus das Kesseltal zu decken. Der zurückgewichene französische General Duhesme stellte seinen Rückzug erst ein, nachdem ein Kurier Moreaus ihm Anweisung gab, die Verbindung mit St. Cyr wiederherzustellen.
Die Österreicher hatten 1100 Tote und Verwundete und verloren noch 500 Gefangene, während die Franzosen 1200 Tote und Verwundete sowie 1200 Gefangene beklagten.

## Ergebnis
Erzherzog Karl hoffte vergeblich, dass sich Moreau geschlagen gab. Am Morgen des 12. August fand er die Franzosen noch in der Position des Vortages und gab den Befehl zum Rückzug. Die österreichische Armee zog sich über die Donau bei Dillingen und Donauwörth zurück und zerstörte alle Brücken hinter sich. Moreau hielt seine Position den ganzen Tag und wartete auf Nachricht, dass sich die Österreicher ganz über die Donau zurückgezogen hatten. Die Schwaben und Bayern begannen die Verhandlungen mit den Franzosen um aus den Krieg auszutreten. Am 7. September folgte der Vertrag von Pfaffenhofen.
Nachdem Karl über das Südufer der Donau abgezogen war, stand es Moreau frei, am nördlichen Ufer zu bleiben, und er konnte auch seine Vereinigung mit Jourdan anstreben. Schließlich überquerte er am 18. und 19. August die Donau nach Süden.
Am 17. August unternahm der Erzherzog einen entscheidenden strategischen Schritt, indem er seine 28.000 Mann auf das Nordufer der Donau zurückführte, sich mit den Royalisten unter dem Prinzen Condé auf 30.288 Soldaten verstärkte und die Wiedervereinigung mit dem Reservekorps unter FZM Wartensleben anstrebte. Die nächste Schlacht von Amberg am 24. August wurde schließlich von den Österreichern gewonnen, in der folgenden Gegenoffensive folgte die entscheidende Schlacht um Würzburg (1796), welche die Franzosen zum Rückzug über den Rhein zwang.